# 봉꼿 콩말라이
봉꼿 콩말라이(태국어: บงกช คงมาลัย, 영어: Bongkoj Khongmalai, 1985년 4월 15일 ~ )는 타이의 배우이다.

## 출연 작품
- 새드 뷰티 (2018)
- 잔다라 더 피날레 (2013)
- 잔 다라 더 비기닝 (2012)
- 챠이-라이 미녀 특공대 (2006)
- 옹박 - 두번째 미션 (2005)
- X 맨 (2004)
- 쿤 판 (2002)
- 방라잔 (2000)